# Sabugueiro (Seia)
Sabugueiro es una freguesia portuguesa del concelho de Seia, con 46,47 km² de superficie y 570 habitantes (2001). Su densidad de población es de 12,3 hab/km².